# Montejurra
Montejurra (igual en euskera) es una montaña de 1045 metros de altitud situada en el norte de la península ibérica, en la zona del Prepirineo navarro (España), catalogado como Monte de Utilidad Pública n.º 244. 

## Situación
Localizada en las primeras estribaciones del Prepirineo, se yergue entre los valles de La Solana, San Esteban de La Solana y Condado de Lerín, al sur de la localidad de Estella. Desde su cumbre se obtienen excelentes vistas de la Merindad de Estella y las sierras adyacentes de Urbasa, Andía y Lóquiz.

## Historia
Durante la Edad Media también habría recibido los nombres de «Monte Jeto», «Monte Xurra» o «Monte Surra». En el siglo XIX las inmediaciones del monte fueron escenario de batallas de las guerras carlistas. Desde mediados del siglo XX es lugar de celebración de concentraciones anuales del carlismo y tuvieron lugar en él en 1976 los llamados sucesos de Montejurra. De alto valor simbólico, el monte era conocido por el carlismo como «el monte sagrado de la Tradición»
La montaña aparece descrita en el undécimo volumen del Diccionario geográfico-estadístico-histórico de España y sus posesiones de Ultramar de Pascual Madoz de la siguiente manera:

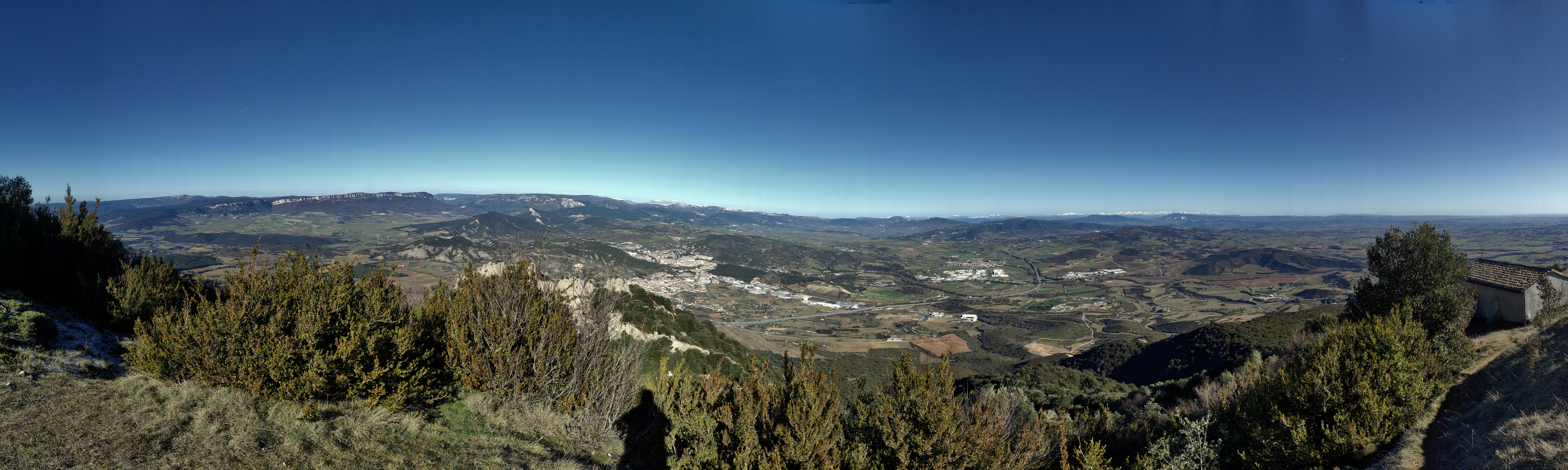
Panorámica desde Montejurra con la ciudad de Estella en la parte central

MONTE-JURRA: montaña de Navarra sit. al S. de Estella (1/2 hora), en el valle de la Solana: se halla aislada formando de E. á O. una pequeña cord. de 1 1/2 leg. de long. 1 de N. á S. de lat., con 3 de circunferencia; pero es bastante elevada y muy escarpada por E.y N. con peñas muy agudas. Confina N. el monasterio de Irache, Ayegui y Estella; E. r. Ega, cas. de Zarapuz y Echavarri, y l. de Muniain; S. Morentin, Dicastillo, de los cuales es comunero, Arellano y Arroniz, y O. Barberin, Luquin y Azqueta. En el monte hay varios edificios, diferentes corrales para ganado y 3 ermitas dedicadas á San Cipriano, San Blas y San Sebastian, cuya basílica es muy frecuentada por una numerosa cofradia de pueblos circunvecinos.
(Madoz, 1848, pp. 543-544)